# Hedwigiales
Hedwigiales är en ordning av bladmossor som beskrevs av Ryszard Ochyra. Hedwigiales ingår i klassen egentliga bladmossor, divisionen bladmossor, och riket växter.
Ordningen innehåller bara familjen Hedwigiaceae.